# Stowarzyszenie Nauczycieli Szkół Zawodowych
Stowarzyszenie Nauczycieli Szkół Zawodowych z siedzibą w Warszawie – przedwojenna organizacja powołana do życia 18 marca 1928 roku przez zjazd delegatów polskich szkół zawodowych. Początkowo w skład Zarządu Głównego weszło 7 osób, w tym: Wincenty Czerwiński, Kazimierz Wróblewski oraz inż. Kazimierz Silberbach. W późniejszym okresie skład zarządu poszerzono o dodatkowe dwie osoby.
W ramach Stowarzyszenia od samego początku prężnie działały koła Warszawskie, Bydgoskie, Krakowskie, Grudziądzkie i Wileńskie, a także sekcje: Szkół Handlowych, Szkół Technicznych, Dyrektorów Szkół Technicznych i Rzemieślniczych oraz Szkół Żeńskich. W pierwszych latach działalności utworzone zostały koła w Katowicach, Sosnowcu, Rybniku, Bielsku-Białej, Łodzi, Krakowie oraz Jarosławiu. W 1937 roku istniało już 31 kół i 5 placówek, do najliczniejszych zaliczano koła w Wilnie, Lwowie, Poznaniu, Krakowie, Łodzi, Katowicach i Warszawie.
W 1932 roku powołana została Kasa Pożyczkowo-Oszczędnościowa Stowarzyszenia, na czele której stanął Wacław Habdank-Wyczółkowski.
Organem Stowarzyszenia było pismo Głos Szkoły Zawodowej, wydawane od 1929 do 1939 roku najpierw jako kwartalnik, a następnie jako miesięcznik. Redaktorem naczelnym tego pisma był przez cały okres Kazimierz Wróblewski. Wydawano również w Poznaniu "Szkołę Zawodową" pod red. Ludwika Krąkowskiego (ukazało się co najmniej 10 numerów). We wrześniu 1935 roku Stowarzyszenie przejęło wydawanie czasopisma dla młodzieży "Młody kupiec". Od 1 stycznia 1938 r. ukazywały się też "Wiadomości Pedagogiczno-Handlowe".
Od stycznia 1935 r. aż do wybuchu wojny Stowarzyszenie prowadziło kursy korespondencyjne dla nauczycieli szkół handlowych.
Po wybuchu II Wojny Światowej przedstawiciele SNSZ weszli w skład powołanej w 1939 r. Tajnej Organizacji Nauczycielskiej. Byli to: Stanisław Wróblewski i jego zastępca Wincenty Czerwiński, prezes struktur konspiracyjnych Stowarzyszenia.

## Prezesi Stowarzyszenia
- Ludwik Uzarowicz - 1928 (zrezygnował po dwóch miesiącach kadencji[1])
- Kazimierz Silberbach - 1928-1930
- Władysław Koronkiewicz - 1930-1931
- Aleksander Kapuściński - 1931-1933
- Władysław Koronkiewicz - 1933-1934
- Z. Kuczyński - 1934-1936
- Wincenty Czerwiński - 1936-1939 oraz 1939-1945 (jako prezes struktur konspiracyjnych)